# Acanthonotozoma rusanovae
Acanthonotozoma rusanovae is een vlokreeftensoort uit de familie van de Acanthonotozomatidae. De wetenschappelijke naam van de soort is voor het eerst geldig gepubliceerd in 1974 door Bryazgin.